# Coupe d'Arménie de football 1996-1997
Navigation
Coupe d'Arménie 1995-1996 Coupe d'Arménie 1998
La Coupe d'Arménie 1996-1997 est la 6e édition de la Coupe d'Arménie depuis l'indépendance du pays. Elle prend place entre le 1er octobre 1996 et le 28 mai 1997.
Un total de 24 équipes participe à la compétition, correspondant à l'ensemble des douze clubs de la première division 1996-1997 auxquels s'ajoutent douze équipes du deuxième échelon.
La compétition est remportée par l'Ararat Erevan qui s'impose contre le Pyunik Erevan, tenant du titre, à l'issue de la finale pour gagner sa quatrième coupe nationale. Cette victoire permet à l'Ararat de se qualifier pour la Coupe des coupes 1997-1998 et l'édition 1997 de la Supercoupe d'Arménie.

## Premier tour
Les matchs aller sont disputés les 1er et 2 octobre 1996, et les matchs retour les 9 et 10 octobre suivants.
| Équipe 1                       | Score   | Équipe 2                 | Aller   | Retour        |
| ------------------------------ | ------- | ------------------------ | ------- | ------------- |
| Zangezour Goris (ru) (D1)      | Forfait | (D1) Arakbir Erevan (en) | Forfait | Forfait       |
| Kumayri FC (D2)                | Forfait | (D2) Aznavour FC (en)    | Forfait | Forfait       |
| Kapan-81 (D2)                  | Forfait | (D2) Nairi Erevan (en)   | Forfait | Forfait       |
| Dinamo Erevan (D2)             | Forfait | (D2) Bentonit Idjevan    | Forfait | Forfait       |
| Kasakh FC (D2)                 | 5 - 0   | (D2) Sapphire FC         | 2 - 0   | 3 - 0 Forfait |
| BMA-Arai Etchmiadzin (en) (D2) | 3 - 7   | (D2) Dvin Artachat (en)  | 3 - 4   | 0 - 3 Forfait |
| Lori Vanadzor (D2)             | 4 - 2   | (D2) FC Armavir          | 1 - 0   | 3 - 2         |
| BKMA Erevan (en) (D1)          | 6 - 2   | (D1) Homenmen Erevan     | 0 - 2   | 6 - 0         |

## Huitièmes de finale
Les matchs aller sont disputés entre le 19 octobre et le 2 novembre 1996, et les matchs retour entre le 2 et le 14 novembre.
| Équipe 1                | Score   | Équipe 2                  | Aller   | Retour        |
| ----------------------- | ------- | ------------------------- | ------- | ------------- |
| FC Erevan (D1)          | Forfait | (D2) Kapan-81             | Forfait | Forfait       |
| Karabakh Erevan (D1)    | Forfait | (D1) BKMA Erevan (en)     | Forfait | Forfait       |
| Pyunik Erevan (D1)      | 7 - 1   | (D1) Zangezour Goris (ru) | 5 - 0   | 2 - 1         |
| Kasakh FC (D2)          | 0 - 10  | (D1) Van Erevan (en)      | 0 - 7   | 0 - 3 Forfait |
| Kotayk Abovian (D1)     | 4 - 3   | (D2) Aznavour FC (en)     | 3 - 0   | 1 - 3         |
| Lori Vanadzor (D2)      | 1 - 5   | (D1) Tsement Ararat       | 0 - 1   | 1 - 4         |
| Dinamo Erevan (D2)      | 1 - 21  | (D1) Shirak Gyumri        | 0 - 9   | 1 - 12        |
| Dvin Artachat (en) (D2) | 2 - 3   | (D1) Ararat Erevan        | 2 - 3   | 0 - 0         |

## Quarts de finale
Les matchs aller sont disputés le 26 mars 1997, et les matchs retour le 8 avril suivant.
| Équipe 1            | Score   | Équipe 2              | Aller   | Retour  |
| ------------------- | ------- | --------------------- | ------- | ------- |
| FC Erevan (D1)      | 3 - 1   | (D1) Van Erevan (en)  | 3 - 1   | 0 - 0   |
| Pyunik Erevan (D1)  | 7 - 2   | (D1) Kotayk Abovian   | 2 - 0   | 5 - 2   |
| Shirak Gyumri (D1)  | 1 - 2   | (D1) Ararat Erevan    | 1 - 1   | 0 - 1   |
| Tsement Ararat (D1) | Forfait | (D1) BKMA Erevan (en) | Forfait | Forfait |

## Demi-finales
Les matchs aller sont disputés le 13 mai 1997, et les matchs retour cinq jours plus tard le 18 mai.
| Équipe 1           | Score | Équipe 2            | Aller | Retour |
| ------------------ | ----- | ------------------- | ----- | ------ |
| FC Erevan (D1)     | 1 - 7 | (D1) Pyunik Erevan  | 0 - 5 | 1 - 2  |
| Ararat Erevan (D1) | 4 - 0 | (D1) Tsement Ararat | 2 - 0 | 2 - 0  |

## Finale
La finale de cette édition oppose les deux clubs erevanais de l'Ararat et du Pyunik. L'Ararat dispute à cette occasion sa quatrième finale de coupe depuis la saison 1993, l'ayant systématiquement emporté. Tenant du titre, le Pyunik atteint quant à lui ce stade pour la troisième fois, ayant remporté son unique la saison précédente.
La rencontre est disputée le 28 mai 1997 au stade Hrazdan d'Erevan et voit son unique but être inscrit dès la 6e minute par Sedrak Babayan en faveur de l'Ararat. Le score n'évolue plus par la suite et permet à l'Ararat de remporter sa quatrième coupe nationale en autant de finales disputées.
| Entraîneur :      |
| Arkadi Andreasyan |

| Entraîneur :      |
| Khoren Oganessian |

| Entraîneur :      |
| Arkadi Andreasyan |

| Entraîneur :      |
| Khoren Oganessian |